# Дайкірі (коктейль)

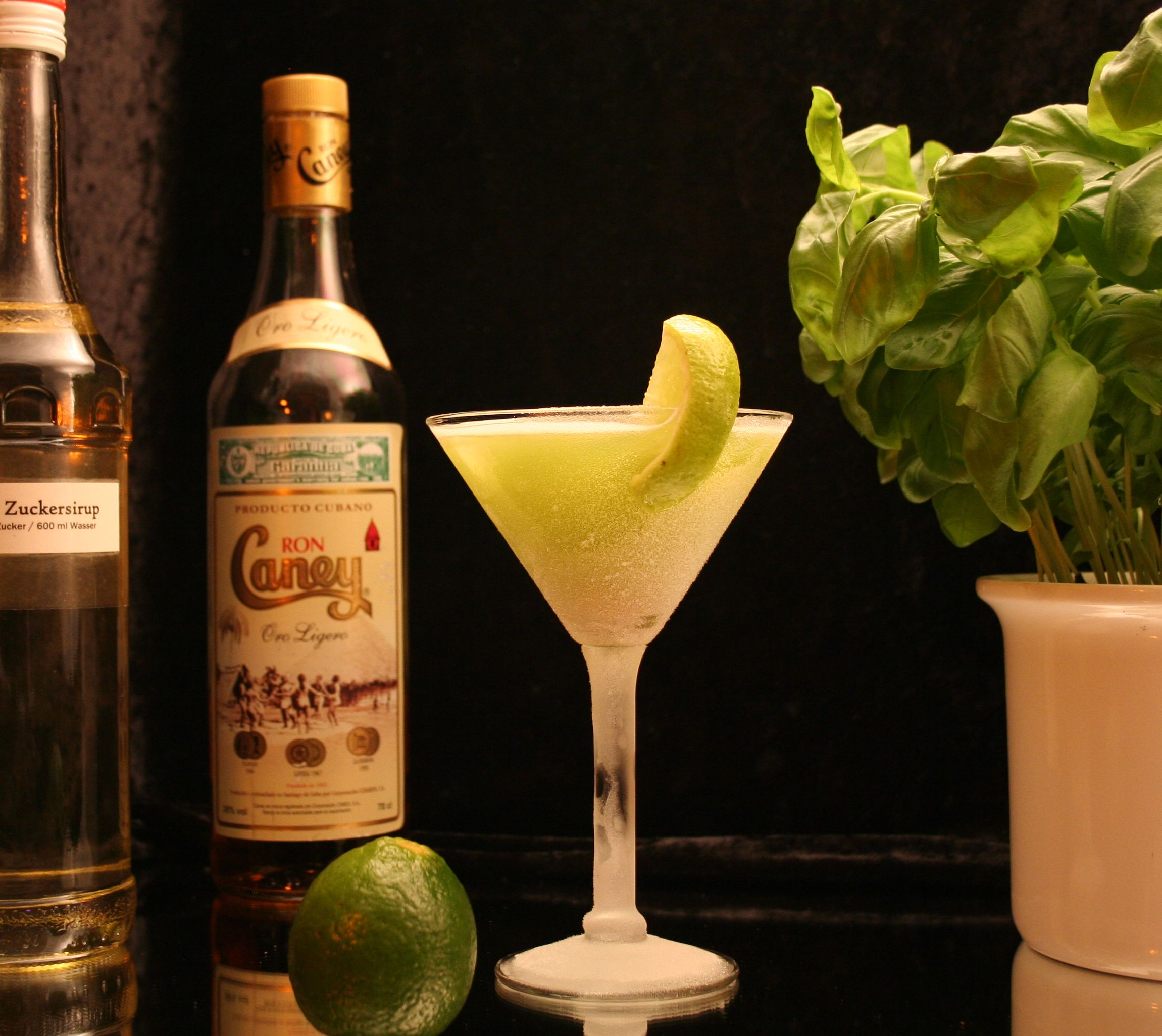
Келих з дайкірі

Дайкірі (ісп. Daiquirí) — сімейство алкогольних коктейлів кубинського походження, основними компонентами яких є світлий ром, сік лайма і цукор. Класифікується як аперитив. Належить до офіційних напоїв Міжнародної асоціації барменів (IBA), категорія «Незабутні» (англ. The Unforgettables). Подібний за складом бразильський коктейль називається кайпірінья.
Заведено вважати, що коктейль придумав американський інженер, який перебував на Кубі під час війни з іспанцями і назвав його на честь пляжу Дайкірі поблизу Сантьяго. Але той коктейль, який дійсно отримав міжнародну популярність, створив Костанті Рібальайґа Верт (Константі Рібальайґа і Верт) в одному з найбільш відомих барів у світі, «El Floridita La Habana». Цей бар, «колиска дайкірі», відкрився 1817 року й став відомий завдяки письменнику Ернесту Гемінґвею, який бував тут регулярно. Спеціально для Папи Гема, у якого був діабет, коктейль готували без цукру, з соком лайма, грейпфрута і лікером Мараскино — (Hemingway Special) і з подвійною порцією рома — (Papá Doble). Цей коктейль є простим сауером на ромі, але саме назва «Дайкірі» прижилася (на відміну від Джин сауера та інших сауерів, що не отримали окремої назви).
Дайкірі був улюбленим напоєм Джона Кеннеді і Ернеста Гемінґвея. Томас Гадсон, головний герой роману Гемінґвея «Острови поміж течій», зізнавався: «Моя латина зовсім нікудишня, т як і моя грецька, і моя англійська, і моя голова, і моє серце. Я зараз можу говорити тільки на замороженому дайкірі».

## Склад і варіації
Офіційний рецепт:
- світлий ром, 9 частин
- цукровий сироп, 3 частини
- сік лайма, 5 частин
- лід.

Однак згодом з'явилися варіації з соками інших фруктів і ягід:
- Бакарді — коктейль, в який додають гренадин замість цукрового сиропу.
- Дайкірі Флорідіта (Daiquiri Floridita) — створений Костантіно Рубалькаба Вертом (Constantino Rubalcaba Vert) в Ель Флорідіта (El Floridita)
- Папа Добле (Papá Doble) — з подвійною порцією рома, названий на честь Ернеста Гемінґвея, який отримав це прізвиськотому, що він часто замовляв цей напій.
- Хемінгуей спешл (Hemingway Special) — цукор не додавати, хлюпнути грейпфрутового соку, додати лікер Мараскіно.

Іноді два останніх коктейлі змішують разом.
- Дербі Дайкірі: покласти 4-6 подрібнених кубиків льоду в блендер і додати 2 частини білого рому, 1 частина апельсинового соку, 1/2 частина трипл-секу і 1/2 частина соку лайма. Збивати, потім перелити, не проціджуючи, в охолоджений келих.
- Дайкірі Фраппе: білий ром, лікер мараскіно, свіжовичавлений сік лайма, цукровий сироп, подрібнений лід. Збивати, потім перелити, не проціджуючи, в охолоджений келих.
- Дайкірі Mulata: схожий на попередній варіант, але з кавовим лікером.
- Дайкірі Floridity: в інгредієнтах золотий ром, лікер Мараскіно, свіжовичавлений сік лайма, тростинний цукор, подрібнений лід.
- Джин Дайкірі: коктейль сауер на основі джина, рома і лимонного соку. Приблизний склад: 6/8 частин джина, 1/8 частина білого рому, 1/8 лимонного соку, 1 чайна ложка цукрового сиропу. Готують у шейкері. Подають без льоду в коктейльній чарці з «льодом».
- Полуничний Дайкірі: звичайний коктейль дайкірі з додаванням свіжої полуниці або полуничного сиропу.

## Згадки в літературі
- «Ловець у житі» Джерома Селінджера
- «Острови поміж течій» Ернеста Гемінґвея
- «Наша людина в Гавані» Ґрема Ґріна; найчастіше згадуваний напій у тексті
- «Готель»[en] Артура Гейлі
- «Вцілілий» Чака Поланіка
- «Нафта» Марини Юденич[ru]
- «Кролик, біжи»[en] Джона Апдайка
- Багач, бідняк Ірвіна Шоу
- «І бегемоти зварилися у своїх басейнах»[en] Вільяма Барроуза і Джека Керуака
- «На південь від кордону, на захід від сонця»[en] Харукі Муракамі.